# زغال‌اخته‌ایان
زغال‌اخته‌ایان یا تیرهٔ آل (Cornaceae) تیره‌ای از زغال‌اخته‌سانانِ درختی یا درختچه‌ای و به‌ندرت علفی با برگهای معمولاً متقابل است که گلهای آنها غالباً به‌صورت مجتمع در گل‌آذین دیهیم قرار دارد و دارای چهار تا پنج پرچم است و میوهٔ آنها معمولاً از نوع شَفت و به‌ندرت از نوع سِته است.